# کودک‌همسری

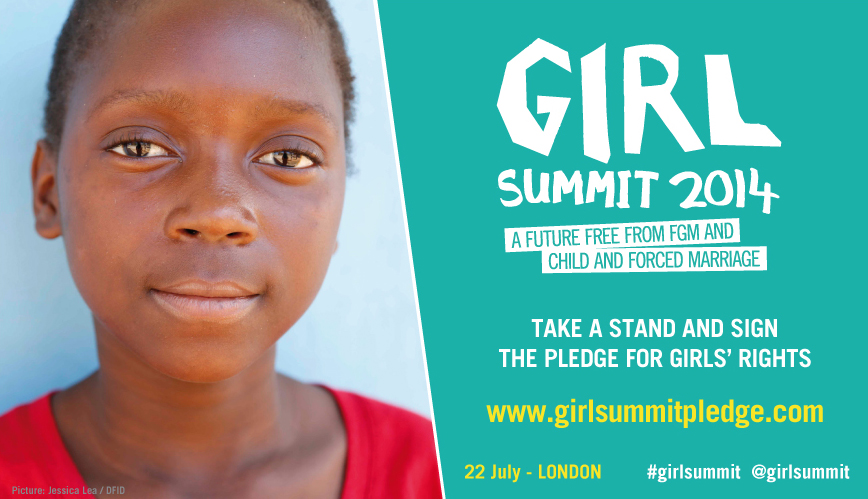
پوستر در برابر کودک‌همسری و ازدواج اجباری

ازدواج کودکان یا کودک‌همسری نوعی ازدواج رسمی یا غیررسمی است که در آن فرد پیش از رسیدن به ۱۸ سالگی وارد پیمان زناشویی می‌شود. حداقل سن ازدواج تعیین شده در قانون در بسیاری از حوزه‌های قضایی ۱۸ سال است، خصوصاً در مورد دختران؛ و حتی بعضاً قرار داشتن در ۱۸ سالگی نیز شامل قانون مذکور می‌شود. عموماً عبارت «کودک‌همسری» در مورد کودکان دختری به‌کار می‌رود که با مردان بزرگسال به خاطر اجبار حاصل از سنت‌های قومی، فقدان دانش و تحصیلات یا مشکلات اقتصادی خانواده، ازدواج می‌کنند.
حوزه‌های قضایی متعددی ازدواج زودهنگام را با رضایت والدین یا در موارد خاصی همچون بارداری نوجوانان مجاز می‌دانند. قوانین سن رضایت (سنی که در آن صلاحیت فرد، به‌طور معمول دختران، به رضایت برای رابطه جنسی مورد قبول قانون است) به منظور محافظت از کودکان در برابر قرار گرفتن در معرض بهره‌کشی جنسی و همچنین قاچاق کودکان نیز وضع شده‌اند و تا حدودی به ازدواج کودکان نیز مرتبط‌اند. ازدواج در کودکی بر پسران و دختران تأثیرات منفی می‌گذارد. هرچند قریب به اتفاق آن‌هایی که صدمه می‌بینند دختران‌اند. بیشتر ایشان موقعیت اقتصادی-اجتماعی ضعیفی دارند.
در سطح اتحادیه اروپا و سطح بین‌المللی، ازدواج کودکان یکی از اشکال ازدواج اجباری به‌شمار می‌رود و مصداق نقض حقوق بشر و نمونه‌ای از خشونت جنسی است. در مجلس شورای اسلامی ایران طرحی تحت عنوان کودک همسری مطرح شده است که مخالفان و موافقان زیادی نسبت به آن اظهار نظر نموده‌اند.

## تعریف دقیق
شایع‌ترین آن ازدواج دختران کم سن با مردانی است که به صورت غیر متعارف از آن‌ها بزرگ‌تر هستند. این قضیه بیشتر در جوامع سنتی رایج است.
- بر اساس مفاد پیمان‌نامه جهانی حقوق کودک، کودک به کسی گفته می‌شود که سن او کمتر از ۱۸ سال باشد. در میان مسائلی که حقوق کودکان را به مخاطره می‌اندازد، ازدواج کودک یکی از مسائلی است که تعداد زیادی از کودکان را از حقوق خود محروم می‌نماید. طبق تعاریف مختلف، ازدواج زودهنگام یا کودک همسری به ازدواجی گفته می‌شود که زوجین یا یکی از آنان به سن ۱۸ سالگی نرسیده باشد.[۱۴][۱۵]

## تأثیر بر طرفین ازدواج

###### دختران
طبق آمارهای بین‌المللی بیشتر قربانیان ازدواج در زیر سنین قانونی، دختران هستند. بنا به داده‌های یونسکو در سطح جهان حدود ۲۱ درصد از زنان جوان قبل از ۱۸ سالگی ازدواج کرده‌اند. همچنین این سازمان در آماری که در یازدهم مارس سال ۲۰۲۰ منتشر کرد بیان داشت که ۶۷۰ میلیون دختر و زن زنده امروز در کودکی ازدواج کردند. این گزارش در ادامه می‌گوید که ۳۷ درصد از ازدواج زنان جوان در جنوب صحرای آفریقا و قبل از ۱۸ سالگی انجام شده است. بنا به گزارش‌های یونسکو درصد دخترانی که در زیر سن هجده سالگی ازدواج می‌کنند در کشورهای آفریقایی بسیار مشهودتر از سایر نقاط جهان است و تنها در کشورهای نیجر (۷۶ ٪) جمهوری آفریقای مرکزی (۶۸٪) و چاد (۶۷٪) دختران در زیر سن هجده سالگی ازدواج کرده‌اند.
تأثیراتی که ازدواج در سنین کودکی بر روی دختران برجای می‌گذارد عمدتاً شامل تأثیرات منفی می‌باشد. ترک تحصیل، قرار گرفتن در معرض خشونت خانگی، احتمال بالای مرگ بر اثر عوارض بارداری و زایمان نسبت دخترانی که به هنگام بارداری سن‌شان بیش از ۲۰ سال است و تأثیرات منفی روانی از جمله آثار منفی ازدواج دختران در دوران کودکی می‌باشد.

###### پسران
پسران هم به مانند دختران می‌توانند زیر سایه ملزومات فرهنگی و سنتی جوامع در زیر سنین قانونی تن به ازدواج بدهند. از آنجا که اصطلاح کودک همسری بیشتر برای دختران به کار برده می‌شود و در آمارها و رسانه‌ها نیز بیشتر بر تأثیرات منفی ازدواج زودهنگام بر روی دختران خردسال اشاره می‌شود، صحبت دربارهٔ پسرانی که در کودکی ازدواج می‌کنند و از حقوق بنیادین خود محروم می‌شوند معمولاً تحت شعاع قرار می‌گیرد. طبق آمار یونسکو در سال ۲۰۱۹ نزدیک به ۱۱۵ میلیون مرد زنده در جهان در زیر سن هجده سالگی ازدواج کرده‌اند.
از جمله آسیب‌هایی که برای ازدواج پسران در سنین کودکی به آن اشاره شده است شامل ترک تحصیل از مدرسه، ناچار شدن به پذیرش مشاغل سطح پایین، فشار مضاعف به آنان برای تهیه مخارج خانواده، بی‌بهره ماندن آنان از مقتضیات دوران کودکی می‌باشد.

## کودک‌همسری در ایران
در ایران نیز به مانند دیگر جوامع در حال توسعه پدیده کودک همسری در شکل قابل توجهی در نقاط مختلف کشور شایع است. به طوری که طبق آمارهای رسمی ایران در سال ۹۳ بالغ بر ۱۸۷ هزار ازدواج زیر سن قانونی در سازمان ثبت احوال کشور ثبت شده است. بر اساس گفته‌های معاونت پیشگیری از آسیب‌های اجتماعی سازمان بهزیستی کشور در سال ۱۳۹۵، ۱۷ درصد ازدواج دختران در ایران پیش از رسیدن به سن ۱۸ سالگی می‌باشد.
طبق آمار ثبت شده در سازمان ثبت احوال کشور بر اساس آمار ۹ ماه اول سازمان ثبت احوال ایران سال ۹۴، اعلام شد بیش از پنج درصد زنانی که در این مدت ازدواج کرده‌اند کم‌تر از ۱۵سال سن داشته‌اند یعنی ۲۸۲۴۲ نفر. بیش از ۲۱۴ هزار ازدواج دختران ۱۵–۱۹ سال را نیز در این دوره از سال ثبت شده است. استان‌های مرزنشین خراسان رضوی، آذربایجان شرقی و سیستان و بلوچستان سه استانی هستند که بیشترین تعداد ازدواج در سنین کودکی در آنان رخ می‌دهد.
از جمله دلایل رایج کودک همسری در ایران می‌توان به فقر، ضعف قوانین بازدارنده، آداب و رسوم فرهنگی، اعتقادات مذهبی، اختلاف طبقاتی، تحصیلات، پدرسالاری و «ناموس‌پرستی» مردان اشاره کرد.

### قانون کودک‌همسری
بعد از انقراض سلسله قاجاریه و روی کار آمدن حکومت پهلوی، نوع نگاه هم به مقوله ازدواج تغییر پیدا کرد. اولین قانون رسمی و سراسری که در سطح کشور در رابطه با موضوع ازدواج کودکان و در نظر گرفتن حداقل شرایط سنی آنان برای ازدواج به شکل قانون درآمد به سال ۱۳۱۳ بازمی‌گردد. ماده ۱۰۴۱ قانون مدنی در سال ۱۳۱۳ اعلام می‌کرد که در ایران بر اساس قانون اساسی و مشروعیت قانونی، هیچ ازدواجی بین دختر زیر ۱۵ سال و پسر زیر ۱۸ سال نمی‌تواند شکل گیرد، مگر اینکه شرایط خاصی در نظر گرفته شود که در آن اعتبار ازدواج توسط یک دادخواه عمومی اعلام شود. این استثنا برای مواردی که دختر زیر سن ۱۳ سال و پسر زیر سن ۱۵ سال بود وجود نداشت. به این معنا که آنها نمی‌توانستند به هیچ وجهی ازدواج کنند.
در سال ۱۳۵۳ این قانون تا حدودی تغییر یافت و بر اساس ماده ۲۳ قانون حمایت خانواده، ازدواج زنان قبل از رسیدن به سن ۱۸ سال تمام و ازدواج مردان قبل از اتمام ۲۰ سالگی شان ممنوع شد. بعد از وقوع انقلاب سال ۵۷ در ایران قوانین مربوط به ازدواج نیز تغییر پیدا کرد. با دستور روح‌الله خمینی قانون حمایت از خانواده لغو شده و موقتاً ماده ۱۰۴۱ قانون مدنی مصوب ۱۳۱۳ مبنا قرار گرفت. مدتی بعد قانون جدیدی در سال ۱۳۶۱ وضع شد که به موجب آن سن اولیه ازدواج یا سن بلوغ برای دختران ۹ سال و برای پسران ۱۵ سال در نظر گرفته شد که بر این اساس هرگونه اقدام به ازدواج در زیر این سن‌های اولیه غیرقانونی بود. نهایی‌ترین تغییر در قانون مدنی در سال ۱۳۸۱ تصویب شد که بر مبنای آن مشروعیت ازدواج بین دختران و پسران زیر سن تعریف شده بلوغ (۱۳ و ۱۵) با رضایت یک قاضی صالح به عنوان یک شرط تأیید شد.

با وجود واکنش‌ها و مخالفت‌های زیادی که توسط صاحب نظران شده است ولی مجلس شورای اسلامی ایران هنوز تصمیمی در خصوص کودک همسری و تعیین حداقل سن ازدواج نگرفته است. طبق ماده ۱۰۴۱ قانون مدنی ایران، ازدواج کودکان با اجازه والدین و مجوز دادگاه امکان‌پذیر است.
فصل دوم - قابلیت صحی برای ازدواج: ماده ۱۰۴۱ - نکاح اناث قبل از رسیدن به سن ۱۵ سال تمام و نکاح ذکور قبل از رسیدن به سن ۱۸ سال تمام ممنوع است. مع‌ذلک در مواردی که‌مصالحی اقتضاء کند با پیشنهاد مدعی‌العموم و تصویب محکمه ممکن است استثناء معافیت از شرط سن اعطاء شود ولی در هر حال این معافیت‌نمی‌تواند به اناثی داده شود که کمتر از ۱۳ سال تمام و به ذکوری شامل گردد که کمتر از ۱۵ سال تمام دارند.

### واکنش‌ها
- جاوید رحمان، گزارشگر ویژه حقوق بشر سازمان ملل متحد در امور ایران، در روز ۱۹ اسفند ۱۳۹۹ در گزارشی به شورای حقوق بشر سازمان ملل متحد خواهان اصلاحات فوری و لازم در خصوص رفتار جمهوری اسلامی با زنان و دختران شده است. وی به گزارش رسمی دولت مبنی بر ازدواج بیش از ۱۶ هزار دختر بین ۱۰ تا ۱۴ سال در نیمه اول سال جاری اشاره کرده و گفته است:

«خشونت خانگی، هزاران ازدواج دختران بین ۱۰ تا ۱۴ سال در هر سال و ادامه تبعیض ریشه‌دار در قانون و عمل نشان می‌دهد که در ایران همچنان با زنان و دختران به عنوان شهروند درجه دو رفتار می‌شود.»

## کودک‌همسری در دین اسلام

### ازدواج با کودکان
فقیهان اسلامی ازدواج کودک زیر ۹ سال را با رضایت پدر، جایز می‌دانند.

### لذت جنسی از نوزاد
شماری از فقیهان از جمله، سید روح‌الله خمینی لذت جنسی از کودک شیرخوار (بعد از ازدواج با شیرخوار) را جایز می‌دانند:
«نزدیکی با زوجه قبل از تمام شدن نُه سال جایز نیست ـ نکاحش دائمی باشد یا منقطع ـ و اما سایر لذت‌ها مانند لمس نمودن با شهوت و بغل گرفتن و تفخیذ (لاپایی با) او حتی در شیرخوار، اشکالی ندارد».

### قانون کودک‌همسری در جوامع اسلامی
کشور عربستان قانونی تصویب نمود که براساس آن سن ازدواج کسانی که کمتر از ۱۶ سال دارند ممنوع است.